# Beto (football, novembre 1976)
Pour les articles homonymes, voir Beto.
Gilberto Galdino dos Santos, dit Beto, est un footballeur brésilien né le 20 novembre 1976 à Recife au Brésil. Il joue au poste milieu de terrain défensif.

## Biographie
Beta a disputé un total de 180 matchs en 1re division portugaise.

## Carrière
- 1995 :  Grêmio Petribu
- 1995-1996 :  Centro Limoeirense
- 1997-1998 :  Manchete FC
- 1998 :  CA San Lorenzo
- 1999 :  Rampla Juniors FC
- 1999-2000 :  Manchete FC
- 2000-2004 :  FC Paços de Ferreira
- 2004-2005 :  SC Beira-Mar
- 2005-2007 :  Benfica Lisbonne
- 2007-2008 :  FC Sion
- 2008-2012 :  PAE Ergotelis
- 2013- :  Ypiranga FC[1],[2]